# Radonice (district de Chomutov)
Pour les articles homonymes, voir Radonice.
Radonice (en allemand : Radonitz) est une commune du district de Chomutov, dans la région d'Ústí nad Labem, en République tchèque. Sa population s'élevait à 1 177 habitants en 2021.

## Géographie
Radonice se trouve à 21 km au sud-ouest de Chomutov, à 68 km au sud-ouest d'Ústí nad Labem et à 86 km au nord-ouest de Prague.

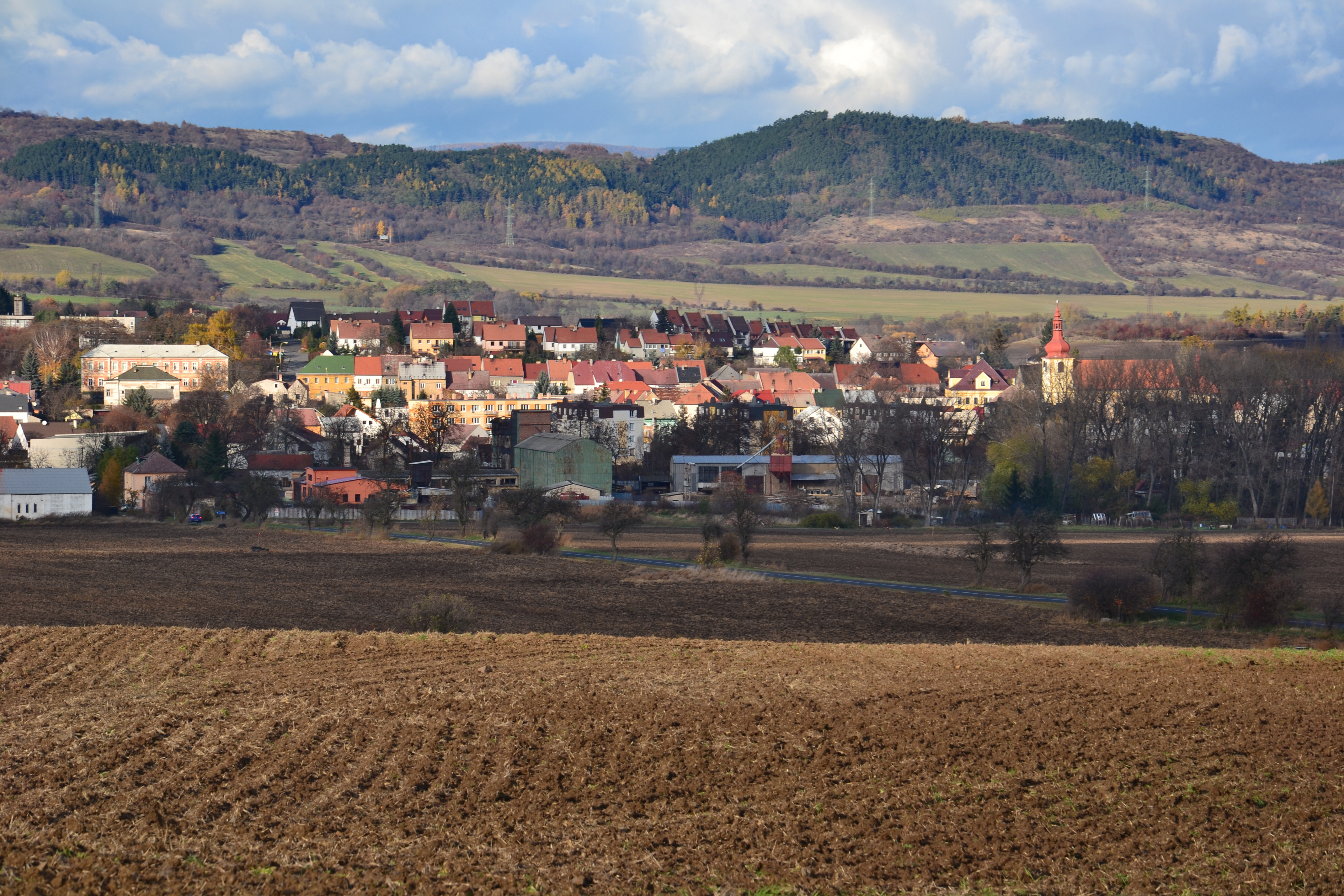
Radonice : vue générale.

La commune est limitée par Kadaň au nord, par Vilémov et Veliká Ves à l'est, par Mašťov au sud et par le terrain militaire de Hradiště à l'ouest.

## Histoire
La première mention écrite du village remonte à 1196.

## Administration
La commune se compose de onze quartiers :
- Háj
- Kadaňský Rohozec
- Kojetín
- Miřetice u Vintířova
- Radechov
- Radonice
- Sedlec u Radonic
- Vintířov
- Vlkaň
- Vojnín
- Ždov

## Transports
Par la route, Radonice se trouve à 12 km de Kadaň, à 29 km de Chomutov, à 87 km d'Ústí nad Labem et à 100 km de Prague.